# Podział terytorialny Adelaide
Podział terytorialny Adelaide – obszar metropolii Adelaide, składa się z 18 jednostek samorządowych. Lista zawiera wykaz samorządów (ang. local government area) wchodzących w skład metropolii oraz ich przedmieść i osiedli (ang. suburb). W nawiasach podany jest kod pocztowy.

## City of Adelaide
- Adelaide (5000)
- North Adelaide (5006)

## City of Burnside
- Auldana (5072)
- Beaumont (5066)
- Beulah Park (5067)
- Burnside (5066)
- Dulwich (5065)
- Eastwood (5063)
- Erindale (5066)
- Frewville (5063)
- Glen Osmond (5064)
- Glenside (5065)
- Glenunga (5064)
- Hazelwood Park (5066)
- Kensington Gardens (5068)
- Kensington Park (5068)
- Leabrook (5068)
- Leawood Gardens (5150)
- Linden Park (5065)
- Magill (5072)
- Mount Osmond (5064)
- Rose Park (5067)
- Rosslyn Park (5072)
- Skye (5072)
- St. Georges (5064)
- Stonyfell (5066)
- Toorak Gardens (5065)
- Tusmore (5065)
- Waterfall Gully (5066)
- Wattle Park (5066)

## City of Campbelltown
- Athelstone (5076)
- Campbelltown (5074)
- Hectorville (5073)
- Magill (5072)
- Newton (5074)
- Paradise (5075)
- Rostrevor (5073)
- Tranmere (5073)

## City of Charles Sturt
- Albert Park (5014)
- Allenby Gardens (5009)
- Athol Park (5012)
- Beverley (5009)
- Bowden (5007)
- Brompton (5007)
- Cheltenham (5014)
- Croydon (5008)
- Devon Park (5008)
- Findon (5023)
- Flinders Park (5025)
- Fulham Gardens (5024)
- Grange (5022)
- Hendon (5014)
- Henley Beach (5022)
- Henley Beach South (5022)
- Hindmarsh (5007)
- Kidman Park (5025)
- Kilkenny (5009)
- Ovingham (5082)
- Pennington (5013)
- Renown Park (5008)
- Ridleyton (5008)
- Rosewater (5013)
- Royal Park (5014)
- Seaton (5023)
- Semaphore Park (5019)
- Tennyson (5022)
- Welland (5007)
- West Beach (5024)
- West Croydon (5008)
- West Hindmarsh (5007)
- West Lakes (5021)
- West Lakes Shore (5020)
- Woodville (5011)
- Woodville North (5012)
- Woodville Park (5011)
- Woodville South (5011)
- Woodville West (5011)

## Town of Gawler
- Bibaringa (5118)
- Evanston (5116)
- Evanston Gardens (5116)
- Evanston Park (5116)
- Evanston South (5116)
- Gawler (5118)
- Gawler East (5118)
- Gawler South (5118)
- Gawler West (5118)
- Hillier (5116)
- Kudla (5115)
- Willaston (5118)

## City of Holdfast Bay
- Brighton (5048)
- Glenelg (5045)
- Glenelg East (5045)
- Glenelg North (5045)
- Glenelg South (5045)
- Hove (5048)
- Kingston Park (5049)
- North Brighton (5048)
- Seacliff (5049)
- Seacliff Park (5049)
- Somerton Park (5044)
- South Brighton (5048)

## City of Marion
- Ascot Park (5043)
- Clovelly Park (5042)
- Darlington (5047)
- Dover Gardens (5048)
- Edwardstown (5039)
- Glandore (5037)
- Glengowrie (5044)
- Hallett Cove (5158)
- Marino (5049)
- Marion (5043)
- Mitchell Park (5043)
- Morphettville (5043)
- O'Halloran Hill (5158)
- Oaklands Park (5046)
- Park Holme (5043)
- Plympton Park (5038)
- Seacliff Park (5049)
- Seacombe Gardens (5047)
- Seacombe Heights (5047)
- Seaview Downs (5049)
- Sheidow Park (5158)
- South Plympton (5038)
- Sturt (5047)
- Trott Park (5158)
- Warradale (5046)

## City of Mitcham
- Bedford Park (5042)
- Belair (5052)
- Bellevue Heights (5050)
- Blackwood (5051)
- Brown Hill Creek (5062)
- Clapham (5062)
- Clarence Gardens (5039)
- Colonel Light Gardens (5041)
- Coromandel Valley (5051)
- Crafers West (5152)
- Craigburn Farm (5051)
- Cumberland Park (5041)
- Daw Park (5041)
- Eden Hills (5050)
- Glenalta (5052)
- Hawthorn (5062)
- Hawthorndene (5051)
- Kingswood (5062)
- Leawood Gardens (5150)
- Lower Mitcham (5062)
- Lynton (5062)
- Melrose Park (5039)
- Mitcham (5062)
- Netherby (5062)
- Panorama (5041)
- Pasadena (5042)
- Springfield (5062)
- St. Marys (5042)
- Torrens Park (5062)
- Upper Sturt (5156)
- Urrbrae (5064)
- Westbourne Park (5041)

## City of Norwood Payneham St Peters
- College Park (5069)
- Evandale (5069)
- Felixstow (5070)
- Firle (5070)
- Glynde (5070)
- Hackney (5069)
- Heathpool (5068)
- Joslin (5070)
- Kensington (5068)
- Kent Town (5067)
- Marden (5070)
- Marryatville (5068)
- Maylands (5069)
- Norwood (5067)
- Payneham(5070)
- Payneham South (5070)
- Royston Park (5070)
- St. Morris (5068)
- St. Peters (5069)
- Stepney (5069)
- Trinity Gardens (5068)

## City of Onkaparinga
- Aberfoyle Park (5159)
- Aldinga (5173)
- Aldinga Beach (5173)
- Blewitt Springs (5171)
- Chandlers Hill (5159)
- Cherry Gardens (5157)
- Christie Downs (5164)
- Christies Beach (5165)
- Clarendon (5157)
- Coromandel East (5157)
- Coromandel Valley (5051)
- Darlington (5047)
- Dorset Vale (5157)
- Flagstaff Hill (5159)
- Hackham (5163)
- Hackham West (5163)
- Happy Valley (5159)
- Huntfield Heights (5163)
- Ironbank (5153)
- Kangarilla (5157)
- Lonsdale (5160)
- Maslin Beach (5170)
- McLaren Flat (5171)
- McLaren Vale (5171)
- Moana (5169)
- Morphett Vale (5162)
- Noarlunga Centre (5168)
- Noarlunga Downs (5168)
- O'Halloran Hill (5158)
- O'Sullivan Beach (5166)
- Old Noarlunga (5168)
- Old Reynella (5161)
- Onkaparinga Hills (5163)
- Port Noarlunga (5167)
- Port Noarlunga South (5167)
- Port Willunga (5173)
- Reynella (5161)
- Reynella East (5161)
- Seaford (5169)
- Seaford Heights (5169)
- Seaford Meadows (5169)
- Seaford Rise (5169)
- Sellicks Beach (5174)
- Sellicks Hill (5174)
- Tatachilla (5171)
- The Range (5172)
- Whites Valley (5172)
- Willunga (5172)
- Willunga South (5172)
- Woodcroft (5162)

## City of Playford
- Andrews Farm (5114)
- Angle Vale (5117)
- Bibaringa (5118)
- Blakeview (5114)
- Buckland Park (5120)
- Craigmore (5114)
- Davoren Park (5113)
- Elizabeth (5112)
- Elizabeth Downs (5113)
- Elizabeth East (5112)
- Elizabeth Grove (5112)
- Elizabeth North (5113)
- Elizabeth Park (5113)
- Elizabeth South (5112)
- Elizabeth Vale (5112)
- Elizabeth West (5113)
- Evanston Park (5116)
- Gould Creek (5114)
- Hillbank (5112)
- Humbug Scrub (5114)
- MacDonald Park (5121)
- Munno Para (5115)
- Munno Para West (5115)
- Munno Para Downs (5115)
- One Tree Hill (5114)
- Penfield (5121)
- Penfield Gardens (5121)
- Sampson Flat (5114)
- Smithfield (5114)
- Smithfield Plains (5114)
- Uleybury (5114)
- Virginia (5120)
- Waterloo Corner (5110)
- Yattalunga (5114)

## City of Port Adelaide Enfield
- Alberton (5014)
- Angle Park (5010)
- Birkenhead (5015)
- Blair Athol (5084)
- Broadview (5083)
- Clearview (5085)
- Croydon Park (5008)
- Dernancourt (5075)
- Devon Park (5008)
- Dry Creek (5094)
- Dudley Park (5008)
- Enfield (5085)
- Ethelton (5015)
- Exeter (5019)
- Ferryden Park (5010)
- Gepps Cross (5094)
- Gilles Plains (5086)
- Gillman (5013)
- Glanville (5015)
- Greenacres (5086)
- Hampstead Gardens (5086)
- Hillcrest (5086)
- Holden Hill (5088)
- Kilburn (5084)
- Klemzig (5087)
- Largs Bay (5016)
- Largs North (5016)
- Manningham (5086)
- Mansfield Park (5012)
- Northfield (5085)
- Northgate (5085)
- North Haven (5018)
- Oakden (5086)
- Osborne (5017)
- Ottoway (5013)
- Outer Harbor (5018)
- Peterhead (5016)
- Port Adelaide (5015)
- Queenstown (5014)
- Regency Park (5010)
- Rosewater (5013)
- Sefton Park (5083)
- Semaphore (5019)
- Semaphore South (5019)
- Taperoo (5017)
- Valley View (5093)
- Walkley Heights (5098)
- Windsor Gardens (5087)
- Wingfield (5013)
- Woodville Gardens (5012)

## City of Prospect
- Broadview (5083)
- Collinswood (5081)
- Fitzroy (5082)
- Medindie Gardens (5081)
- Nailsworth (5083)
- Prospect (5082)
- Ovingham (5082)
- Sefton Park (5083)
- Thorngate (5082)

## City of Salisbury
- Bolivar (5110)
- Brahma Lodge (5109)
- Burton (5110)
- Cavan (5094)
- Dry Creek (5094)
- Direk (5110)
- Edinburgh (5111)
- Elizabeth Vale (5112)
- Globe Derby Park (5110)
- Greenfields (5107)
- Gulfview Heights (5096)
- Ingle Farm (5098)
- Mawson Lakes (5095)
- Parafield (5106)
- Parafield Gardens (5107)
- Paralowie (5108)
- Para Hills (5096)
- Para Hills West (5096)
- Para Vista (5093)
- Pooraka (5095)
- Salisbury (5108)
- Salisbury Downs (5108)
- Salisbury East (5109)
- Salisbury Heights (5109)
- Salisbury North (5108)
- Salisbury Park (5109)
- Salisbury Plain (5109)
- Salisbury South (5106)
- St. Kilda (5110)
- Valley View (5093)
- Walkley Heights (5098)
- Waterloo Corner (5110)

## City of Tea Tree Gully
- Banksia Park (5091)
- Dernancourt (5075)
- Fairview Park (5126)
- Gilles Plains (5086)
- Golden Grove (5125)
- Gould Creek (5114)
- Greenwith (5125)
- Gulfview Heights (5096)
- Highbury (5089)
- Holden Hill (5088)
- Hope Valley (5090)
- Houghton (5131)
- Modbury (5092)
- Modbury Heights (5092)
- Modbury North (5092)
- One Tree Hill (5114)
- Para Hills (5096)
- Redwood Park (5097)
- Ridgehaven (5097)
- St. Agnes (5097)
- Salisbury Heights (5109)
- Surrey Downs (5126)
- Tea Tree Gully (5091)
- Upper Hermitage (5131)
- Valley View (5093)
- Vista (5091)
- Wynn Vale (5127)
- Yatala Vale (5126)

## City of Unley
- Black Forest (5035)
- Clarence Park (5034)
- Everard Park (5035)
- Forestville (5035)
- Fullarton (5063)
- Goodwood (5034)
- Highgate (5063)
- Hyde Park (5061)
- Kings Park (5034)
- Malvern (5061)
- Millswood (5034)
- Myrtle Bank (5064)
- Parkside (5063)
- Unley (5061)
- Unley Park (5061)
- Wayville (5034)

## City of West Torrens
- Adelaide Airport (5950)
- Ashford (5035)
- Brooklyn Park (5032)
- Camden Park (5038)
- Cowandilla (5033)
- Fulham (5024)
- Glandore (5037)
- Glenelg North (5045)
- Hilton (5033)
- Keswick (5035)
- Keswick Terminal (5035)
- Kurralta Park (5037)
- Lockleys (5032)
- Marleston (5033)
- Mile End (5031)
- Mile End South (5031)
- Netley (5037)
- North Plympton (5037)
- Novar Gardens (5040)
- Plympton (5038)
- Richmond (5033)
- Thebarton (5031)
- Torrensville (5031)
- Underdale (5032)
- West Beach (5024)
- West Richmond (5033)

## Walkerville
- Gilberton (5081)
- Medindie (5081)
- Vale Park (5081)
- Walkerville (5081)